# Prędkość tangencjalna
Prędkość tangencjalna (składowa tangencjalna prędkości) – składowa prędkości ciała niebieskiego prostopadła do odcinka łączącego obserwowany obiekt z obserwatorem.
Prędkość tangencjalną oblicza się znając ruch własny obiektu oraz jego odległość od obserwatora.